# Hemipterochilus aberrans
Hemipterochilus aberrans är en stekelart som först beskrevs av Moravitz 1885.  Hemipterochilus aberrans ingår i släktet Hemipterochilus och familjen Eumenidae. Inga underarter finns listade i Catalogue of Life.